# George Harvie-Watt
George Steven Harvie-Watt, 1er baronnet (23 août 1903 - 18 décembre 1989) est un homme politique du Parti conservateur britannique.

## Biographie
Harvie-Watt étudie au George Watson's College d'Édimbourg, puis à l'Université de Glasgow et à l'Université d'Édimbourg. En 1924, il est nommé dans les Royal Engineers de l'armée territoriale. En 1930, il devient avocat à Inner Temple, tandis qu'aux élections générales de 1931, il est élu député de Keighley. Il perd son siège en 1935, mais réintègre le Parlement en remportant une élection partielle pour le siège de Richmond (Surrey) en 1937. Il devient immédiatement Secrétaire parlementaire privé du Board of Trade et est également promu dans l'armée territoriale: lieutenant-colonel en 1938 et brigadier en 1941.
De 1941 à 1945, Harvie-Watt est secrétaire privé parlementaire de Winston Churchill. Il reçoit la décoration d'efficacité (TD) en 1942 pour 20 ans de service dans l'armée territoriale. À la fin de la Seconde Guerre mondiale, il devient conseiller de la reine et est créé baronnet. En 1948, il devient aide de camp de George VI ; à la mort du roi, il occupe le même poste pour Élisabeth II, il est aussi membre du Queen's Body Guard pour l'Écosse. Il quitte le Parlement aux élections générales de 1959, devenant le président de Consolidated Gold Fields.
Il est lieutenant adjoint du Grand Londres de 1966 à 1989 et est nommé membre de la Royal Society of Arts en 1973.